# Дарьевка (Башкортостан)
Дарьевка (баш. Дарьевка) — деревня в Аургазинском районе Башкортостана, относится к Исмагиловскому сельсовету. Население на 1 января 2009 года составляло 4 человека.
Почтовый индекс: 453488, код ОКАТО: 80205813006.
Официально образована в 2005 году в соответствии с Законом «О внесении изменений в административно-территориальное устройство Республики Башкортостан в связи с образованием, объединением, упразднением и изменением статуса населенных пунктов, переносом административных центров» от 20 июля 2005 года, N 211-З (Принят Государственным Собранием — Курултаем Республики Башкортостан 7 июля 2005 года), ст. 1).

## Население
| 2002 | 2009 | 2010 |
| ---- | ---- | ---- |
| 4    | →4   | →4   |

Согласно переписи 2002 года, преобладающая национальность — татары (50 %).